# Майниц
Майниц — крупное высокогорное озеро тектонического происхождения в пределах Анадырского района Чукотского автономного округа России.
По площади водного зеркала (48,8 км²) Майниц занимает седьмое место среди озёр Чукотки и 249-е — в России.

## Этимология
Название произошло от чук. Майныгытгын — «большое озеро».

## Гидрография
Расположено у северных отрогов Майнопыльгинского хребта Корякского нагорья, вытянуто в меридиональном направлении.
Разделено проливом на два плёса — Большой и Малый Майниц. Берег водоёма усыпан мелкой, хорошо обкатанной галькой.
На приозёрных участках по разломам разгружаются подземные воды, из-за которых образуются наледей, которые полностью стаивают в конце июля.

## Флора и фауна
На прибрежных склонах, спускающихся к озеру, произрастают ольховые леса океанического типа, в сочетании с кедровостланиковыми лесами и ерниками. В районе озера отмечено ок. 200 видов сосудистых растений, среди которых есть и охраняемые виды.
В водах озера находятся крупные нерестилища нерки (Oncorhynchus nerka). Водятся также кета, горбуша, голец Таранца, мальма, чир, сиг-пыжьян, обыкновенный валек, камчатский хариус, щука, тонкохвостый налим, слизистый подкаменщик, речной гольян, девятииглая колюшка.